# Boogie rock
Boogie rock je hudební žánr, který vyšel z blues-rocku na konci 60. let 20. století. Jedna z prvních kapel, které proslavily Boogie rock byla skupina Canned Heat. Boogie rock hrají například také: ZZ Top, The Allman Brothers Band, Lynyrd Skynyrd, nebo kanadská kapela Bachman–Turner Overdrive. Britské kapely potom: Status Quo, Humble Pie, T.Rex nebo Foghat.

## Boogie Rock Hudebník
- T. Rex
- Foghat
- Status Quo
- ZZ Top
- Suzi Quatro
- Grand Funk
- Canned Heat
- George Throgood
- Gary Glitter